# Kis paradicsommadár
A kis paradicsommadár (Paradisaea minor) a madarak osztályának verébalakúak (Passeriformes) rendjébe és a paradicsommadár-félék (Paradiasaeidae) családjába tartozó faj.

## Előfordulása
A kis paradicsommadár Észak-Új-Guinea erdeiben lakik.

## Alfajai
- Paradisaea minor finschi
- Paradisaea minor minor
- Paradisaea minor jobiensis

## Megjelenése
A hím tollazata vörös színű, feje sárga tollú, a tojó tollazata barna színű. A hossza 32 cm. 
|  |  |